# Dermatofitija stopala
Dermatofitija stopala ali tinea pedis je glivična okužba stopala in prstov na nogi, ki jo najpogosteje povzročata dermatofita Trichophyton rubrum in Trichophyton mentagrophytes var. interdigitale.
Sorodna izraza sta atletska noga in športno stopalo, ki pomenita nasploh glivično okužbo stopala. To pomeni, da ta izraza zajemata poleg dermatofitij tudi okužbe stopala z drugimi glivičnimi povzročitelji, torej tudi kvasovkami in plesnimi. Glivične okužbe kože najpogosteje povzročajo dermatofiti (približno dve tretjini vseh okužb), kvasovke (najpogosteje Candida albicans) so vzrok preostali tretjini glivičnih okužb kože, plesni pa so povzročitelji le v nekaj odstotkih primerov.

## Znaki in simptomi
Dermatofitija stopala se pojavlja v treh različnih oblikah: medprstni (interdigitalni), podplatni (plantarni) in vezikulobulozni obliki.
Primeri medprstne okužbe s Trichophyton rubrum lahko potekajo brez simptomov ali pa se lahko v medprstnih predelih pojavijo srbeča rdečina, luščenje in maceracija (zmehčanje in obledelost) prizadete kože. Zapletenejšo obliko medprstne dermatofitije, ki jo povzroča T. mentagrophytes, lahko spremljajo bolečina, maceracija kože, erozije in razpoke na koži, nastanek krast ter neprijetne vonjave vnetega predela, če se pridruži bakterijska okužba.
Podplatno obliko dermatofitije stopala (imenovano tudi mokasinsko stopalo) prav tako povzroča T. rubrum in značilno poteka brez simptomov ali s pojavom rahlo eritematoznih leh na koži podplata, ki jih pogosto prekrivajo hiperkeratozne (čezmerno poroženele) luske.
Vezikulobulozno obliko atletskega stopala pogosto povzročaT. mentagrophytes. Značilen je nenaden izbruh srbečih mehurčkov na pordelih prizadetih predelih kože, zlasti na podplatu. Pogosto pride do dodatnih zapletov zaradi naknadne okužbe z bakterijo Streptococcus pyogenes ali Staphylococcus aureus.

## Epidemiologija
Dermatofitne okužbe stopal in nohtov se pogosteje pojavljajo pri moških (po nekaterih podatkih 2- do 4-krat pogosteje kot pri ženskah), športnikih in starejših osebah. Dovzetnejši so tudi bolniki z ortopedskimi nepravilnostmi ter boleznimi perifernega žilja in živčevja.
V svetovnem merilu prizadenejo 15 % prebivalstva.

## Prenašanje
Glivice, ki povzročajo dermatofitije stopal, uspevajo v toplih in vlažnih razmerah. Zato je večje tveganje za pojav okužbe, če je stopalo izpostavljeno takim razmeram, na primer pri uporabi tesnih obuval. Do okužbe pride pogosteje v skupnih kopalnicah, kopališčih in podobnih okoljih.

## Preprečevanje
Za preprečevanje okužbe stopala z dermatofiti je pomembno, da si stopala po umivanju dobro osušimo. Priporočljivi so zračna obutev, pranje nogavic pri višji temperaturi, nošnja plastičnih obuval na kopališčih, neuporaba izposojenih brisač, nogavic ali obuval ...

## Zdravljenje
Pri dermatofitiji stopala je pomembno čimprejšnje zdravljenje, da okužba ne postane obsežnejša ali ne prenese še na druge predele telesa.  Za samozdravljenje so na voljo kreme, losjoni in pršila, ki vsebujejo protiglivične učinkovine in jih lahko dobimo tudi brez recepta.
V primeru trdovratnih ali obsežnih okužb lahko družinski zdravnik oz. dermatolog predpiše uporabo sistemskih antimikotikov ali opravi dodatne posege (npr. odstranitev nohta). Učinkovit sistemski antimikotik je na primer terbinafin, uporabijo se pa lahko tudi griseofulvin, flukonazol ali itrakonazol.
Zdravljenje okužbe kože traja vsaj 4 tedne, če pa je prizadet tudi noht, pa vsaj 6 tednov.
Zagotavljanje suhosti stopal in obutve je bistveno pri preprečevanju ponovitve okužbe. Zlasti v toplejših mesecih je priporočljivo pogosto menjavanje nogavic ter nošnja zračnih ali odprtih obuval. Po umivanju je treba medprstne prostore osušiti.